# Uwe Steimle
Uwe Heinz Steimle (né le 20 juin 1963 à Dresde) est un humoriste et acteur allemand. Il est essentiellement connu pour son humour en dialecte haut-saxon, ayant pour sujet l'Ostalgie et pour sa participation à la série Polizeiruf 110.

## Biographie
Uwe Steimle grandit à Dresde-Trachau. Les deux parents étaient des collaborateurs officieux du Ministère de la Sécurité d'État de la RDA. Son père était sous-officier de carrière (sergent d'état-major) dans le corps blindé de la Nationale Volksarmee, puis de réserve de la Bundeswehr ; sa mère travaillait dans une entreprise d'emballage appartenant à l'État, dans le VEB Polypack Dresden. Les deux parents meurent en 1992. Dans sa jeunesse, Uwe Steimle fait de l'athlétisme en compétition. Après l'école, il suit une formation de forgeron industriel à l'usine de Freital. Uwe Steimle fait son service militaire  dans le bataillon de construction Pioneer 12 (PiBB-12) de la NVA à Merseburg, où il reçoit une formation d'ingénieur en démolition.

## Carrière
Il étudie au conservatoire de Leipzig de 1985 à 1989.
Steimle devient membre du cabaret de Dresde Herkuleskeule en 1989. Le mot-valise "Ostalgie" remonte au programme de Steimle du même nom de 1992 et arrive 9e lors du vote pour le mot de l'année en Allemagne l'année suivante. Avec Tom Pauls, il crée les personnages Günther Zieschong (joué par lui-même) et Ilse Bähnert (Pauls). Steimle et Pauls apparaissent avec ces personnages dans l'émission Ostalgie, produite pour les programmes régionaux de la Mitteldeutscher Rundfunk. Plus tard, le premier projet solo de Steimle est le personnage de Günther Zieschong seul. Après Us fracht ja sharper, Steimle fait revivre les deux personnages avec de nouveaux textes dans son programme Mich fracht ja Eener. Steimle est aussi un imitateur d'Erich Honecker ; cette parodie est souvent un rappel lors de ses spectacles.
Entre 2007 et 2010, Steimle est l'invité de l'émission satirique Neues aus der Anstalt aux côtés d'Urban Priol et de Georg Schramm. Il participe aussi à l'émission satirique Kanzleramt Pforte D sur la MDR en tant que Günter Zieschong. Depuis 2017, il apparaît dans le programme Mir san Mir avec l'artiste de cabaret bavarois Helmut Schleich. En outre, il peut également être vu sur de nombreuses scènes de cabaret avec plusieurs programmes solo (par exemple Heimatstunden, FeinKOST).
De 1991 à 1994, il est membre du Staatsschauspiel Dresde. D'autres engagements le conduisent à Halle-sur-Saale et à Erfurt.
En 1988, Steimle apparaît pour la première fois devant une caméra aux côtés d'Ulrich Thein dans le film Der Aufstand der Fischer von St. Barbara de Thomas Langhoff.
De 1993 à 2009, Steimle est l'inspecteur en chef Jens Hinrichs dans la série télévisée Polizeiruf 110. Avec 31 épisodes, il est le deuxième acteur le plus présent dans la série.
Lorsque le NDR annonce en 2008 son licenciement de la série pour l'année suivante, Steimle proteste et parle d'une discrimination politique, son engagement avec Die Linke. Des émissions présentent des débats entre lui et Volker Herres, le directeur des programmes de l'ARD.
De 2013 à 2019, Steimle présente Steimles Welt sur MDR. Il traverse la zone de diffusion dans une Wartburg 312 avec Michael Seidel et rend visite aux habitants. Ils parlent de leurs histoires avant et après Die Wende.

## Engagement politique
En 2009, Steimle est élu pour Die Linke membre de l'Assemblée fédérale et du Landtag de Saxe. Dans cette fonction, il participe à l'élection du président fédéral allemand en 2009.
En avril et mai 2009, Steimle proteste dans le costume de son alter ego Günther Zieschong avec Ilse Bähnert (Tom Pauls) contre le développement urbain de Dresde en plaçant une cuvette de toilettes pots de fleurs avec le slogan « Constructions de merde, ville foireuse » sur la Postplatz de Dresde et, malgré les avertissements officiels, répétant l'action peu de temps après à l'Altmarkt. Plus tard, avec d'autres opposants à la politique de construction de la ville, il distribue des cuvettes de toilettes pots de fleurs dans toute la ville.
Le 8 mai 2017, Steimle en tant que Zieschong érige une réplique de deux mètres de haut de la Fernsehturm de Dresde avec un croissant de lune doré sur le Neumarkt de Dresde, qu'il a appelé "Rischdsche Gunsd" (en Saxon "Art propre") pour dénoncer la réputation xénophobe que l'on donne de Dresde à cause da la présence de Pegida.
En février 2018, Steimle est nommé parrain de Friedensdekade, mouvement œcuménique pour la paix, mais est révoqué quelques jours plus tard. Il lui est reproché des déclarations complaisantes avec Pegida, critiques d'Israël et des États-Unis. Quelques jours plus tard, avec Thilo Sarrazin, Uwe Tellkamp, Vera Lengsfeld, Eva Herman, Henryk M. Broder, Matthias Matussek et d'autres, il signe la Déclaration commune 2018, qui voit l'Allemagne endommagée par « l'immigration massive illégale » et montre sa solidarité avec les participants à une "marche des femmes" de l'Alternative pour l'Allemagne. Cependant, dès le lendemain, il retire sa signature.
Il s'oppose aux mesures de protection contre le Covid-19, parfois grimé en Erich Honecker. Cependant il affirme s'être vacciné.

## Filmographie

### Cinéma
- 1989 : Zwei schräge Vögel
- 1989 : Wir bleiben treu
- 1990 : Der Streit um des Esels Schatten
- 1992 : Go Trabi Go 2 - Das war der wilde Osten
- 2000 : Sumo Bruno
- 2000 : Der Himmel kann warten
- 2001 : Heidi
- 2001 : Heinrich der Säger
- 2009 : Liebe Mauer
- 2011 : Monika
- 2012 : Sushi in Suhl

### Télévision
- 1988 : Der Aufstand der Fischer von St. Barbara
- 1993 : Tatort: Bauernopfer
- 1995 : Achterbahn (série télévisée, 1 épisode)
- 1995 : Balko (série télévisée, 1 épisode)
- 1995 : Für alle Fälle Stefanie (série télévisée, 1 épisode)
- 1996 : Willi und die Windzors
- 1996 : Unser Lehrer Doktor Specht (série télévisée, 3 épisodes)
- 1997 : Liebling Kreuzberg (série télévisée, 1 épisode)
- 1998 : Ufos über Waterlow
- 1999 : Tatort: Blinde Kuriere
- 1999 : Der Elefant in meinem Bett
- 2001 : Ein Stück vom Glück
- 2001 : Traumfrau mit Verspätung
- 2002 : Bloch: Schwarzer Staub
- 2002 : Die Hinterbänkler (série télévisée, 6 épisodes)
- 2004 : Das Konto
- 2004 : Crazy Race 2 - Warum die Mauer wirklich fiel
- 2004 : Heimat 3 - Chronik einer Zeitenwende
- 2006 : Crazy Race 3 – Sie knacken jedes Schloss
- 2007-2010 : Neues aus der Anstalt (série télévisée, 5 épisodes)
- 2008 : Plötzlich Millionär
- 2010–2017 : Kanzleramt Pforte D (série télévisée, 5 épisodes)
- 2011 : Bollywood dans les Alpes
- 2012 : Alfons und Gäste (série télévisée, 1 épisode)
- 2015 : SchleichFernsehen (série télévisée, 2 épisodes)

#### Polizeiruf 110
- 1994 : Polizeiruf 110: Bullerjahn
- 1994 : Polizeiruf 110: Kiwi und Ratte
- 1995 : Polizeiruf 110: Über Bande
- 1995 : Polizeiruf 110: Taxi zur Bank
- 1995 : Polizeiruf 110: Alte Freunde
- 1995 : Polizeiruf 110: Gefährliche Küsse
- 1996 : Polizeiruf 110: Die Gazelle
- 1997 : Polizeiruf 110: Der Fremde
- 1997 : Polizeiruf 110: Über den Tod hinaus
- 1998 : Polizeiruf 110: Live in den Tod
- 1998 : Polizeiruf 110: Katz und Kater
- 1999 : Polizeiruf 110: Rasputin
- 1999 : Polizeiruf 110: Über den Dächern von Schwerin
- 2000 : Polizeiruf 110: Ihr größter Fall
- 2001 : Polizeiruf 110: Die Frau des Fleischers
- 2002 : Polizeiruf 110: Memory
- 2002 : Polizeiruf 110: Vom Himmel gefallen
- 2003 : Polizeiruf 110: Verloren
- 2004 : Polizeiruf 110: Dumm wie Brot
- 2004 : Polizeiruf 110: Winterende
- 2005 : Polizeiruf 110: Resturlaub
- 2005 : Polizeiruf 110: Vorwärts wie rückwärts
- 2006 : Polizeiruf 110: Matrosenbraut
- 2006 : Polizeiruf 110: Traumtod
- 2007 : Polizeiruf 110: Dunkler Sommer
- 2007 : Polizeiruf 110: Farbwechsel
- 2008 : Polizeiruf 110: Eine Maria aus Stettin
- 2008 : Polizeiruf 110: Schweineleben
- 2009 : Polizeiruf 110: Die armen Kinder von Schwerin